# بلیکاناسور
بلیکاناسور (نام علمی: Blikanasaurus) نام یک سرده از راسته خزنده‌کفلان است.